# Войтовецкий, Виктор Константинович
Виктор Константинович Войтове́цкий (1921—1983) — советский учёный, доктор физико-математических наук, лауреат государственных премий.

## Биография
Родился 29 сентября 1921 года в Харькове в семье инженера-строителя.
В 1939 году поступил в Ленинградский политехнический институт. С третьего курса добровольцем ушёл на фронт, участвовал в боях под Ленинградом, в освобождении Прибалтики, был тяжело ранен.
В 1945 году прямо из госпиталя пришёл в ЛИПАН (ИАЭ имени И. В. Курчатова) и одновременно поступил в МИФИ, который окончил в 1948 году.
Работал в ИАЭ имени И. В. Курчатова (1945 — 1983), последняя должность — руководитель отдела. Научное направление — исследование перспективных методов детектирования ядерных излучений, нейтрон-нейтронное рассеяние.
Доктор физико-математических наук, профессор.
Умер 18 февраля 1983 года после продолжительной болезни.

## Призвание
- Сталинская премия второй степени (1953) — за разработку фотоэлектронных умножителей и сцинтилляционных кристаллов— за разработку фотоэлектронных умножителей и сцинтилляционных кристаллов.
- Государственная премия СССР (1976) — за цикл работ по предсказанию, обнаружению и исследованию эффекта подавления ядерных реакций в совершенном кристаллах.
- орден Трудового Красного Знамени
- орден Красной Звезды
- два ордена «Знак Почёта»
- медали